# Cabanabona
Cabanabona ist eine katalanische Gemeinde (municipio) mit 65 Einwohnern (Stand: 2024) in der Provinz Lleida im Nordosten Spaniens. Sie liegt in der Comarca Noguera. Die Gemeinde besteht neben dem Hauptort Cabanabona aus der Ortschaft Vilamajor.

## Geographische Lage
Cabanabona liegt etwa 55 Kilometer ostnordöstlich von Lleida in einer Höhe von ca. 420 m.

## Bevölkerungsentwicklung
| Jahr      | 1970 | 1981 | 1991 | 2001 | 2011 | 2021 |
| Einwohner | 186  | 128  | 109  | 94   | 100  | 60   |

## Sehenswürdigkeiten
- Burganlage von Vilamajor
- Johannes-der-Täufer-Kirche in Cabanabona
- Marienkirche in Vilamajor
- Pauluskapelle

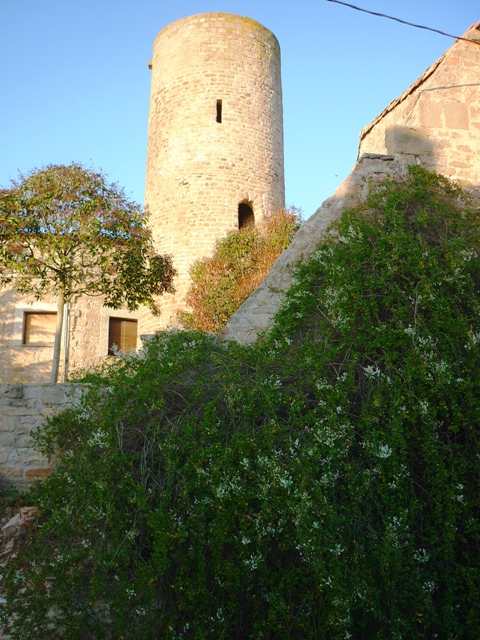
Burganlage
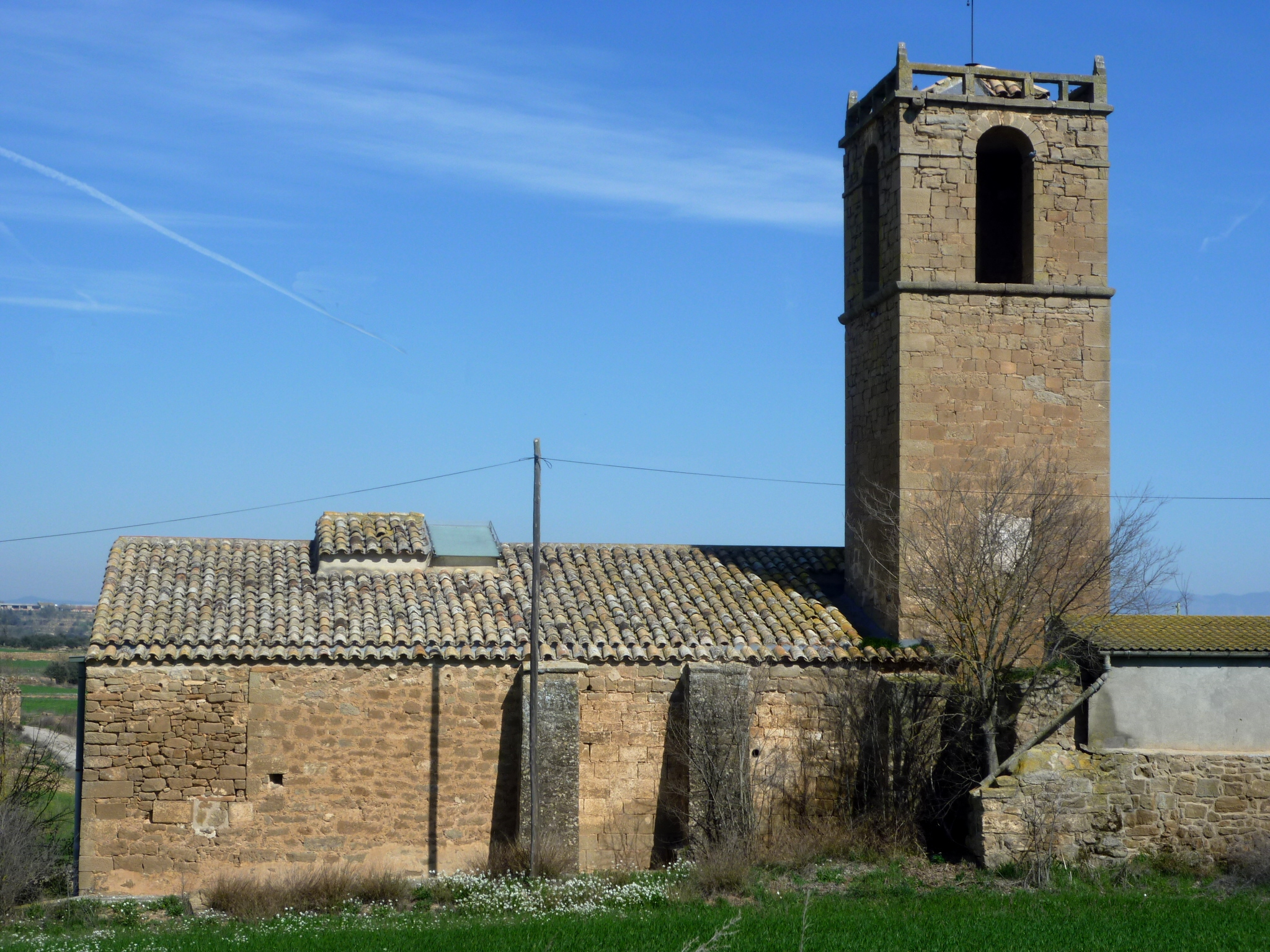
Johannes-der-Täufer-Kirche
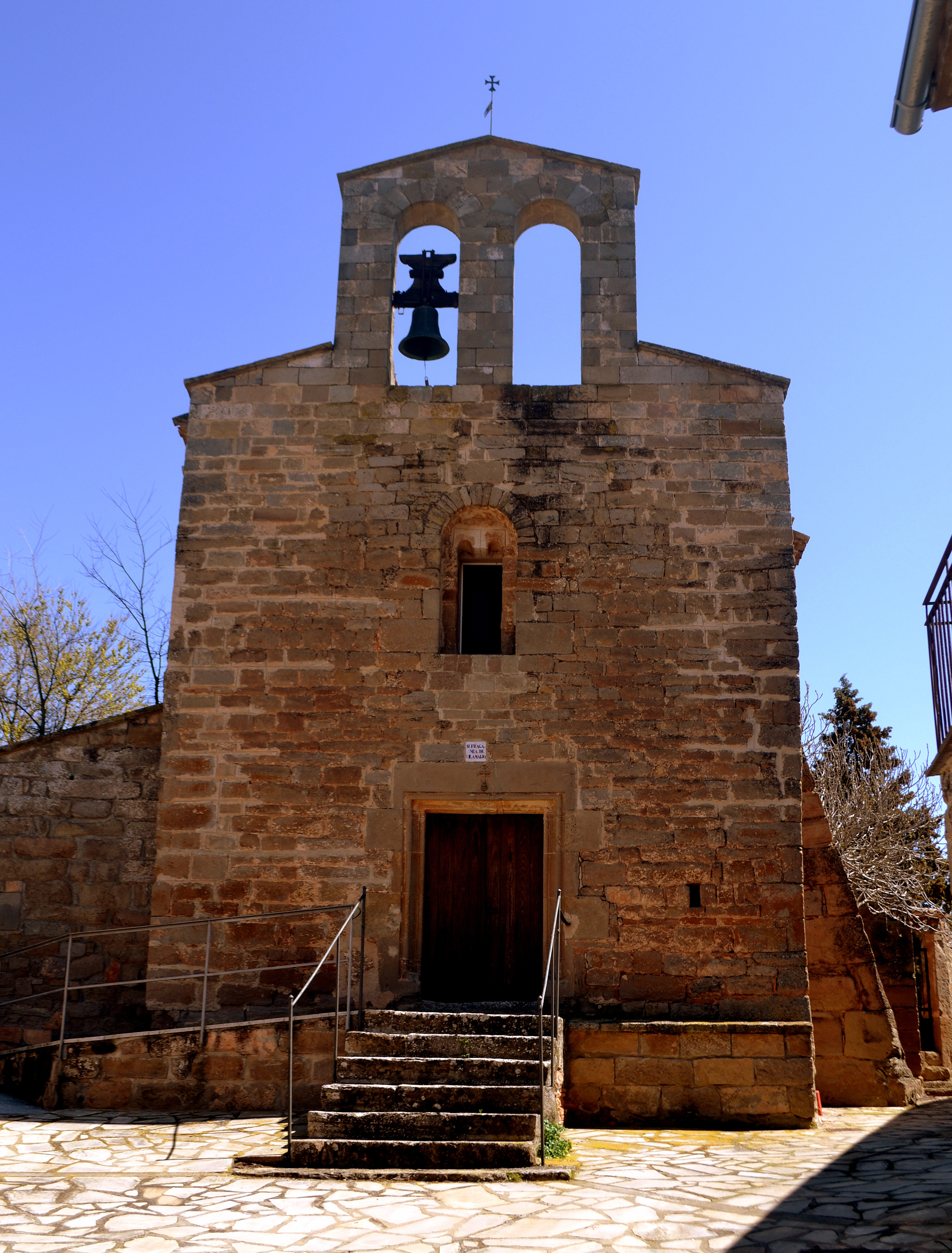
Marienkirche
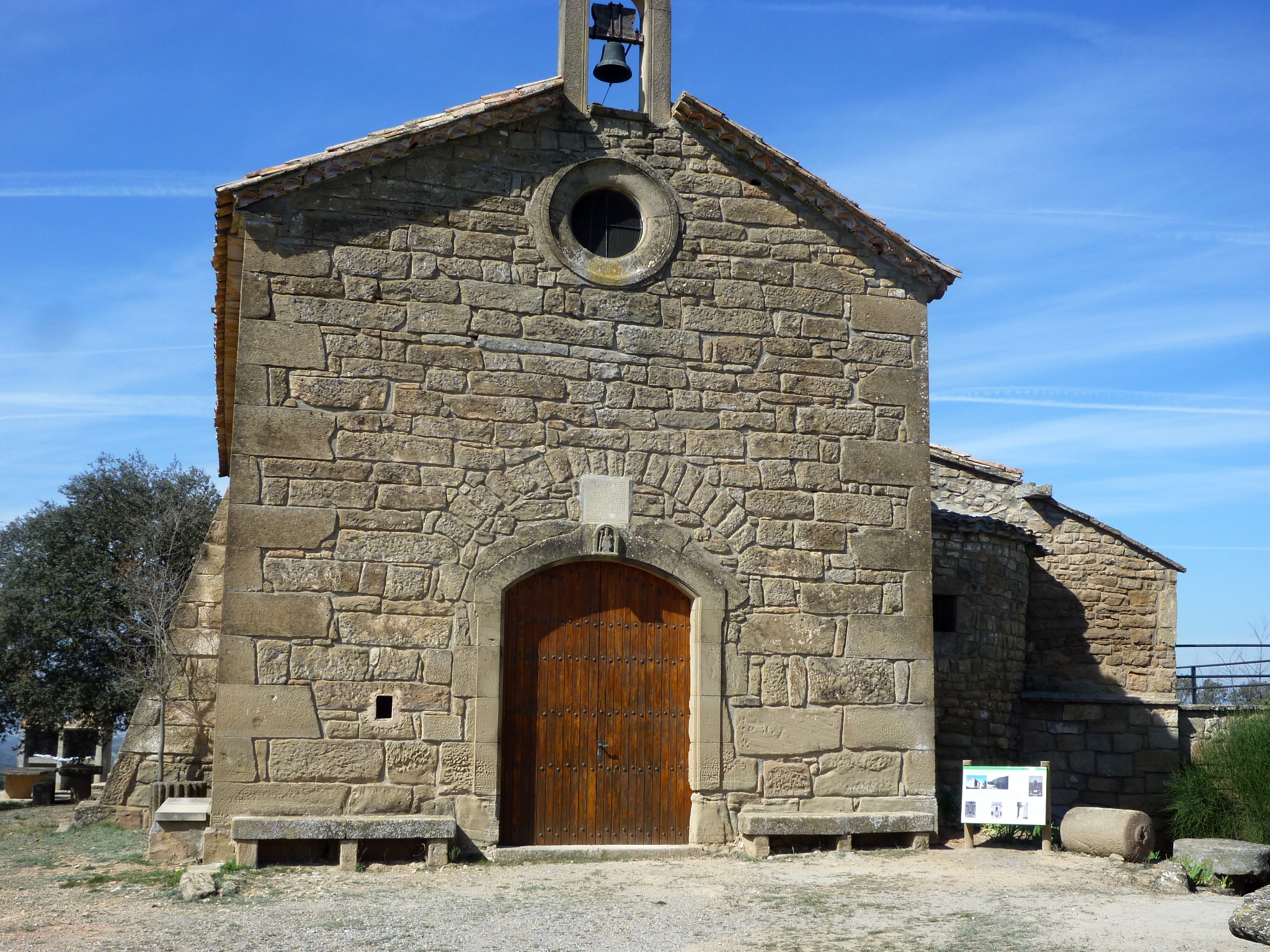
Pauluskapelle